# Kubanische Küche

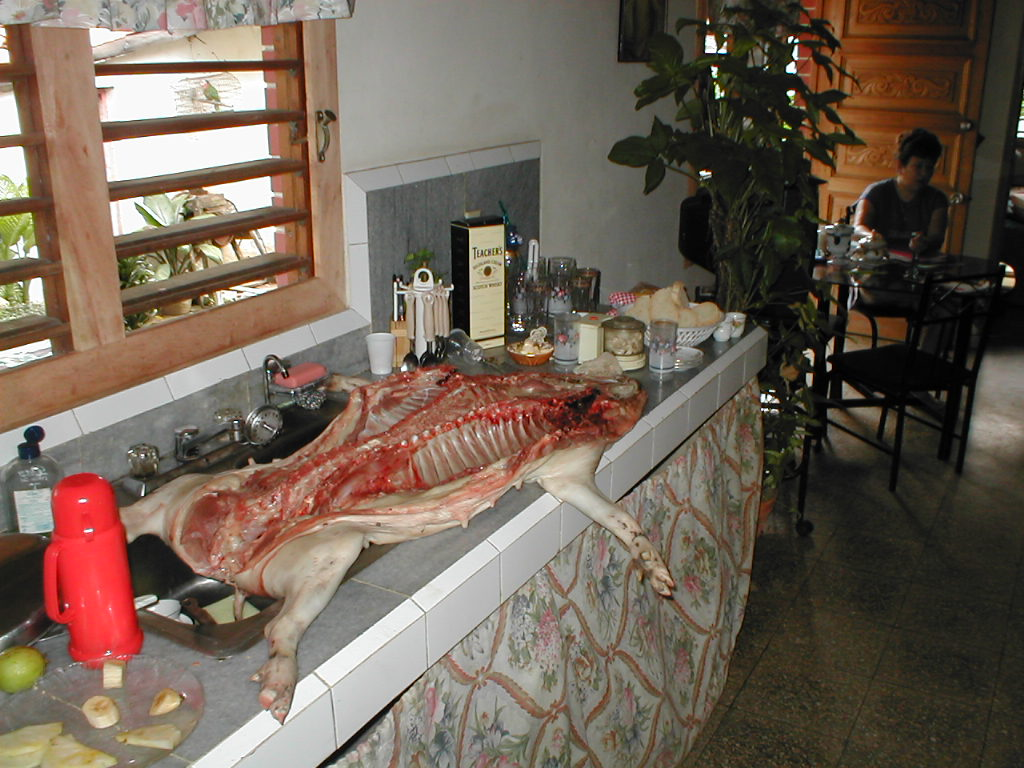
Ein Schwein wird für ein Fest vorbereitet

Die kubanische Küche ist eine Mischung aus Einflüssen der spanischen, afrikanischen und karibischen Küche. Die Rezepte haben viele Gewürze und Techniken mit der spanischen und afrikanischen Kochkunst gemeinsam, während Gewürze und Würzweisen aus dem Karibikraum einen geringeren Einfluss aufweisen.
Verbreitete Gerichte sind z. B. Dulce de leche, Empanadas, Natillas (eine Art Custard), Tamales, Tortillas oder Tres leches.

## Geschichte
Auf Grund historischer Gegebenheiten war die kubanische Bevölkerung in ethnischer Hinsicht bis ins 20. Jahrhundert hinein nicht gleichmäßig über die Insel verteilt. Die afrikanischen Sklaven stellten die Mehrheit in den Zuckerrohrplantagen, jedoch waren sie in den meisten Städten eine Minderheit. Die Tabakplantagen waren hauptsächlich von armen spanischen Bauern, meist von den Kanarischen Inseln besiedelt. Im östlichen Teil der Insel siedelten außerdem eine große Zahl französischer, haitianischer und karibischer Immigranten, dies hauptsächlich während der haitianischen Revolution sowie Saisonarbeiter für die Zuckerernte, während dies im westlichen Teil nicht so der Fall war. Stattdessen waren bis in die 1950er Jahre dort hauptsächlich europäische Einwanderer zu verzeichnen. Folglich entwickelte sich die kubanische Küche aus ihren lokalen Gegebenheiten und den spezifischen demografischen Einflüssen.

## Kreolische Küche

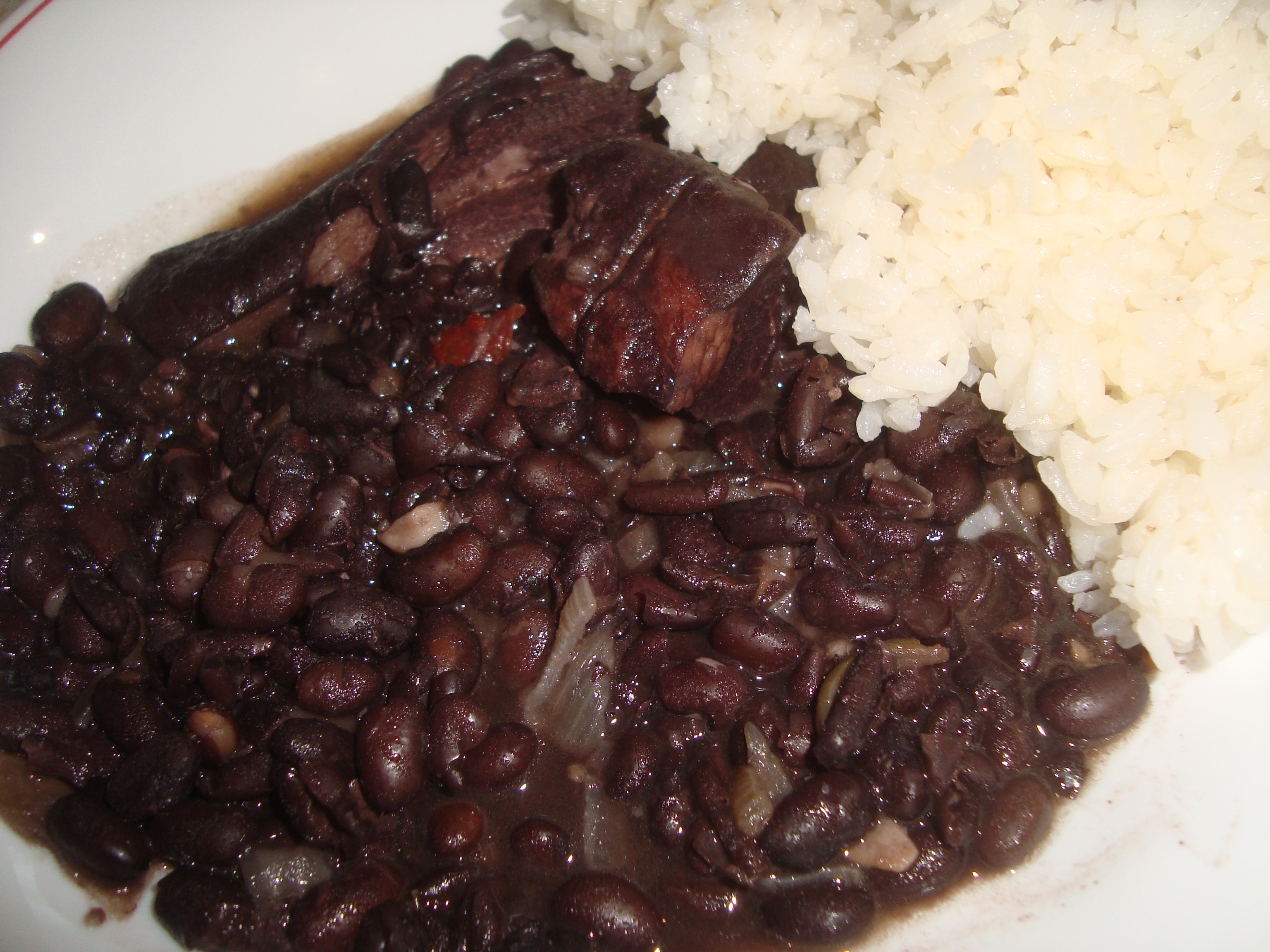
Moros y Cristianos: Reis mit schwarzen Bohnen

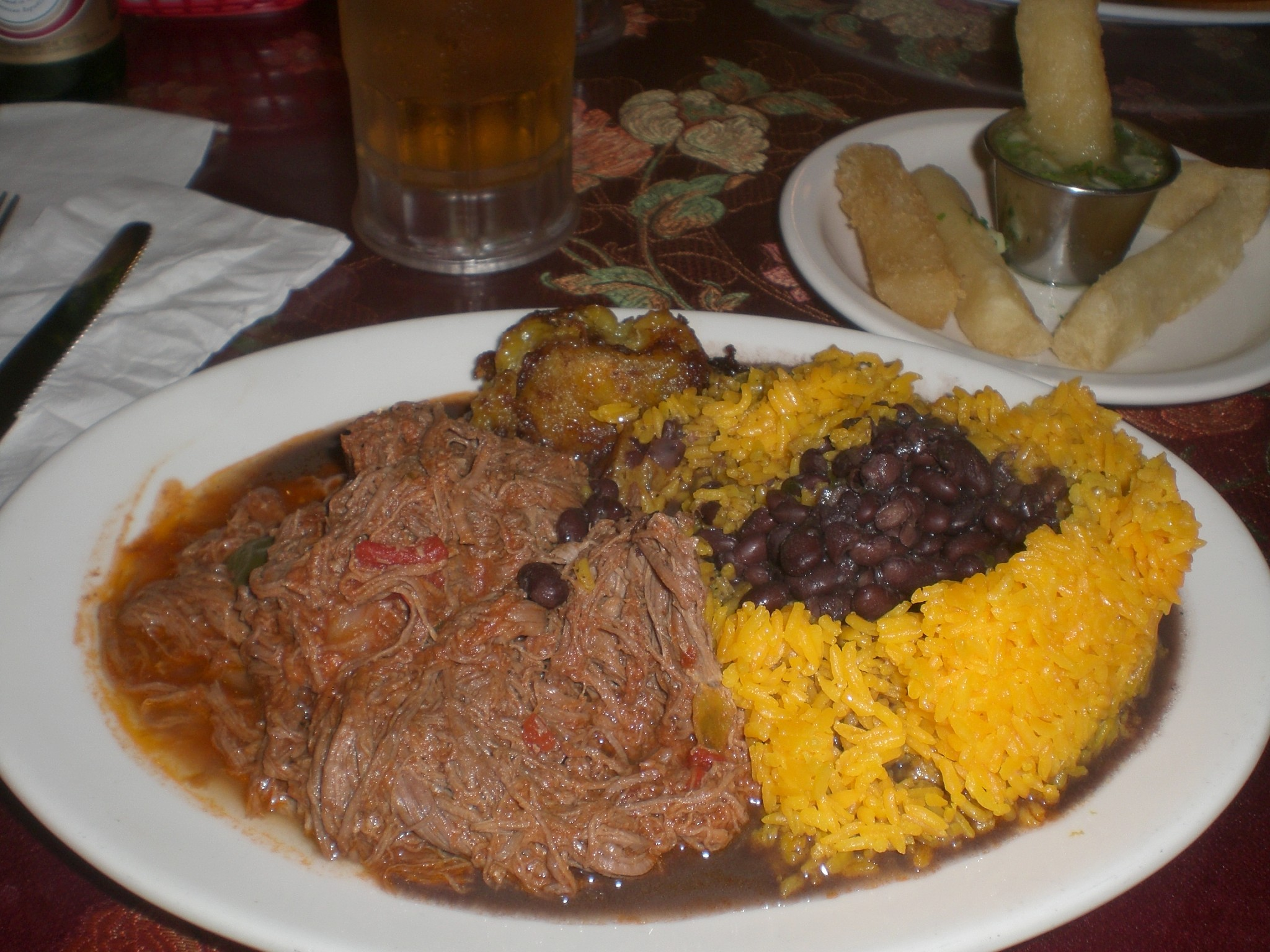
Ein authentisches kubanisches Gericht Ropa vieja (alte Klamotten): Suppenfleisch an Tomatensoße, Schwarze Bohnen, gelber Reis, Kochbananen und gebratene Yuca

Die östliche kubanische Küche basiert weitgehend auf der kreolischen Art zu kochen. Wichtige Zutaten für eine Sofritosoße zum Beispiel sind süße Paprika, Knoblauch, Kümmel, Zwiebeln, kubanischer Oregano und Lorbeerblätter. Diese Mixtur wird kurz sautiert und dann den heißen Bohnen zugefügt.
Eine typische Mahlzeit besteht aus Reis und Bohnen, die normalerweise zusammen gekocht werden und dann Moros y Cristianos (Mauren und Christen) genannt werden. Jedoch werden die Bohnen manchmal separat in einer schweren Suppe serviert, zusammen mit dem Hauptgericht, meist Schweine- oder Rindfleisch sowie einer Art Pflanzenknolle, auf Spanisch Vianda genannt, welches unter anderem Yuca, Malanga, Kartoffeln, sowie Kochbananen, unreife Bananen und sogar Mais enthalten kann. Salat, normalerweise einfach komponiert aus Tomate, Kopfsalat und Avocado, wobei auch Gurke, Karotte, Weißkohl und Radieschen nicht ungewöhnlich sind.
Reis und Bohnen sind elementarer Bestandteil der Küche in ganz Kuba, jedoch variiert dies von Region zu Region. Im östlichen Teil der Insel ist Arroz congrí das dominierende Reis-und-Bohnen-Gericht. Weißer Reis und rote Bohnen werden zusammen in einer Sofrito gekocht und danach im Ofen gebacken. Ähnlich wird Moros y Cristianos zubereitet, wozu schwarze Bohnen verwendet werden. Obwohl die Zubereitung einer Suppe aus schwarzen Bohnen einige Grundzutaten erfordert (Zwiebeln, Knoblauch, Kopfsalat, Salz), hat jede Region ihre spezielle Art der Zubereitung.
Fleisch wird normalerweise mit einer leichten Sauce serviert. Die populärste Soße, die zum Beispiel zu gebratenem Schwein gereicht wird, ist Mojo oder auch Mojito, gemacht aus Öl, Knoblauch, Zwiebeln, Gewürzen, wie Oregano sowie Bitterorangen- oder Limettensaft. Boliche ist gebratenes Rindfleisch mit einer Chorizosoße und hartgekochten Eiern. Ropa vieja ist Siedfleisch, das in einer kreolischen Tomatensoße geköchelt wird, bis es zerfällt wie „alte Kleidung“, daher der Name.
Ebenso populär sind Tamales. Sie werden aus Maismehl, ungehärtetem Pflanzenfett und Schweinefleisch gemacht. Die Tamales werden in Maisblätter gewickelt, festgebunden und danach in Salzwasser gekocht. Sie werden verschiedenermaßen auf den Tisch gebracht. Tamales en cazuela ist fast das gleiche Rezept, nur fällt das aufwendige Verpacken der Tamales in Maisblätter vor dem Kochen weg. Sie werden stattdessen direkt im Topf gekocht. Tamales sowie die Suppe aus schwarzen Bohnen sind eines der wenigen Überbleibsel der indigenen Ernährungsweise in der modernen kubanischen Küche.
Eintöpfe und Suppen sind allgemein beliebt, speziell, wenn sie mit schwarzen oder roten Bohnen gekocht zubereitet werden. Sie werden normalerweise zusammen mit weißem Reis oder auch Gofio serviert. Maiseintopf, Maissuppe (Guiso), Caldosa, eine Suppe aus verschiedenen Pflanzenknollen und Fleisch sind ebenfalls populär. Auch gebräuchlich, soweit verfügbar, sind spanische Weiße-Bohnen-Eintöpfe, wie zum Beispiel der Fabada.

## Westkubanische Küche
Obwohl die Küche Westkubas technisch gesehen auch kreolisch ist, da dieser Ausdruck die Existenz spanischer Wurzeln beinhaltet, unterscheidet sich ihr Stil vom Mainstream-kreolisch, insbesondere in Havanna. Diese Stadt war aus vielen Gründen kontinentaler und näher an der europäischen Küche. Außerdem gibt es dort einen nennenswerten chinesischen Einfluss in Form von Gerichten wie zum Beispiel sopa china (chinesische Suppe, eine Zwiebelsuppe mit Ei), arroz salteado (gebratener Reis) und anderen. Reis wird normalerweise getrennt von den Bohnen konsumiert, und auch Mehl wird im Gegensatz zur Hauptrichtung der kreolischen Küche, wo es nahezu komplett ignoriert wird, häufig benutzt. Einige Gerichte aus Havanna machen regen Gebrauch von alcaparrado, einem Mix aus Oliven, Rosinen und Kapern, was den für diese Kochkunst typischen süß-sauren Geschmack ergibt. Alcaparrado wird als Zutat verschiedener Rezepte gebraucht, meist als Teil einer Soße zu Fleisch. Außerdem wird es zusammen mit Rinderhack dazu verwendet, die Füllung für verschiedene kubanische Pasteten zu stellen oder es dient als beliebtes Fingerfood.
Weiteres beliebtes Fingerfood in Havanna sind Kroketten (kleine gebratene Pastenstäbchen aus schwerer Béchamelsauce, Schabefleisch (Rinderhack), Schinken, Hähnchen, Fisch oder Käse mit Brotkrumen bedeckt), papas rellenas (gebratene oder frittierte Kartoffelbällchen, gefüllt mit Rinderhack), picadillo a la Habanera (Schabefleisch mit Alcaparrado, serviert mit weißem Reis, schwarzen Bohnen und gebratenen Kochbananen) sowie niños envueltos („verhülltes Kind“ – mit Alcaparrado gefülltes Rindfleisch an Pfeffersoße).
Die westliche Küche macht außerdem stärkeren Gebrauch von Eiern, besonders in Form von Omelettes (z. B. tortilla de papa) oder Spiegelei auf Reis und gebratenen Kochbananen (huevos a la Habanara). Weiterhin sind, insbesondere in den Küstenzonen, Fischgerichte sehr beliebt. Populäre Fischgerichte sind: enchilado, Schrimps, Fisch, Krabben, Lobster mit Chilisauce oder a la vizcaína, einer aus dem Baskenland stammenden Soße, die dort für die Zubereitung von Kabeljau verwendet wird.
Weitere Gerichte spanischer Herkunft sind zum Beispiel eine Art Paella, Gelber Reis gekocht mit Hühnchenfleisch, Empanada gallega, eine Pastete vergleichbar mit dem englischen Meat Pie. Auf Grund starker galicischer und asturischer Einwanderung Anfang des 20. Jahrhunderts kamen viele nordspanische Gerichte nach Kuba und beeinflussten die Küche, wie zum Beispiel Pulpo a la gallega (Tintenfisch galicischer Art).

## Ostkubanische Küche
Während das westliche Kuba sehr stark von seinen europäischen Wurzeln beeinflusst wurde, ist die Provinz Oriente hauptsächlich von der afrikanischen und karibischen Küche beeinflusst. Wahrscheinlich der größte Beitrag Congrí, was aus roten Bohnen und Reis gekocht wird. Dies dürfte auf die Nähe zu den anderen spanischsprechenden Inseln zurückzuführen sein, wo rote Bohnen geläufiger waren als die schwarzen.
Schwarze Bohnen werden, auf Grund ihrer afrikanischen Herkunft, meist mit der kubanischen Küche in Zusammenhang gebracht. Viele Esswaren aus der Dominikanischen Republik oder Puerto Rico findet man in Kubas Osten, mit eigenem Touch. Ein Beispiel hierfür könnte Mofongo sein, in Kuba Fu-fu genannt. Es wird aus Bananenpüree sowie Schweine- oder Hühnerfleisch bzw. Meeresfrüchten zubereitet. Der Name Fu-fu stammt aus West-Afrika.

## Sandwiches

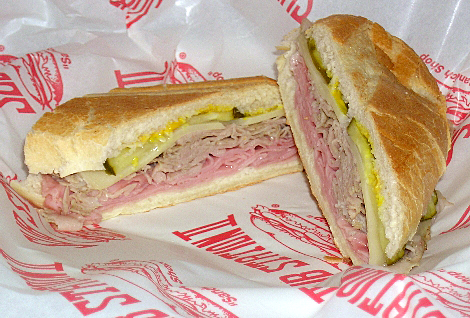
sandwich mixto

Ein Großteil der Sandwiches in Kuba werden aus kubanischem Brot gemacht, einem länglichen Laib, hergestellt mit mehr Wasser als gewöhnlich und Schmalz statt Öl, was ihm den typischen Geschmack verleiht.
Das kubanische Sandwich wurde zu Zeiten populär, als es einen regen Austausch zwischen Kuba und der Immigrantencommunity von Ybor City in Tampa, Florida gab. Es ist ein einfaches Sandwich, das traditionell aus Scheiben von gebratenem Schwein, dünnen Scheiben von Serrano-Schinken, dünnen Scheiben Emmentaler, süßen Pickles und gelbem Senf auf kubanischem Butterbrot besteht. In Tampa wird außerdem Genoasalami hinzugefügt. Einmal bestückt wird das kubanische Sandwich in einem Panini-Grill, „la plancha“ genannt, gleichzeitig gepresst und erhitzt. Danach wird es diagonal halbiert. Manchmal wird auch Tomate und eine Art Eisbergsalat hinzugefügt, jedoch wird dies von einigen als unzulässige Amerikanisierung abgelehnt und als sandwich mixto (Gemischtes Sandwich) bezeichnet.
Ein Mitternachtssandwich (Medianoche) wird exakt genauso zubereitet, wie ein traditionelles kubanisches Sandwich, wobei das kubanische Brot durch ein süßes Ei-Hefe-Brot ersetzt wird, Schinken wird manchmal auch weggelassen. Es erhielt seinen Namen von einem populären Mitternachtssnack in den Nachtclubs Havannas.
Pan con lechón (Brot mit Schweine-/Spanferkelfleisch) ist ein traditionelles gepresstes Sandwich, das aus kubanischem Brot, Schweinebraten, Zwiebeln und Mojo besteht. Pan con bistec (Brot mit Beefsteak) wird auf dieselbe Weise zubereitet, nur dass das Schweinefleisch durch die Flanke ersetzt wird.
Ein weiteres typisches kubanisches Sandwich ist Elena Ruz. Elena Ruz war eine junge Gesellschaftsdame in den 1930er Jahren, die regelmäßig im El Carmelo, einem beliebten Restaurant und Laden für Konfekt in Havanna, nach einem Opernabend oder einem Gesellschaftsereignis aufschlug und den Kellner fragte, ob man ihr nicht ein Sandwich gemäß ihren Wünschen zubereiten könnte. Es wird aus weißem kubanischen Brot, mit einer Schicht Schmelzkäse auf einer Scheibe, einer Schicht Erdbeermarmelade und Eingemachtem auf der anderen sowie einer Schicht Putenbrust dazwischen zubereitet.
Andere traditionelle Sandwiches sind pan con timba (Brot mit Guavepaste und Schmelzkäse) oder pan con chorizo (Kubanisches Brot mit in dünne Scheiben geschnittener spanischer Chorizowurst) sowie die Frita.
Die Frita wurde in den 1930er Jahren in Kuba bekannt. Es ist die kubanische Version des amerikanischen Hamburgers: Es wird mit Schabefleisch, gewürzt mit Paprika und Zwiebel, zubereitet. Die Fleischscheiben sind relativ dünn und werden in einem Frittiersieb zubereitet. Sie werden dann in einem Brötchen aus kubanischem Brot und zusammen mit Mojo-Sauce und frisch zubereiteten Pommes frites serviert.